# Mangunrejo (Kebonagung)
Mangunrejo is een bestuurslaag in het regentschap Demak van de provincie Midden-Java, Indonesië. Mangunrejo telt 4360 inwoners (volkstelling 2010).